# روبرتو فرناندز (بازیکن فوتبال، زاده ۱۹۷۹)
روبرتو فرناندز (انگلیسی: Roberto Fernández؛ زادهٔ ۲۵ ژانویهٔ ۱۹۷۹) بازیکن فوتبال اهل اسپانیا است.
از باشگاه‌هایی که در آن بازی کرده‌است می‌توان به باشگاه فوتبال لوگو، باشگاه فوتبال اسپورتینگ خیخون، باشگاه فوتبال اوساسونا، باشگاه فوتبال سلتاویگو، و باشگاه فوتبال گرانادا اشاره کرد.